# 呂婆楼
呂 婆楼（りょ ばろう、生没年不詳）は、五胡十六国時代前秦の人物。字は広平。略陽郡出身の氐族。子は後涼の創建者呂光。

## 生涯
彼の先祖は呂文和と言い、沛郡に居住していた。前漢の文帝の時代、呂文和は難を避けて略陽へ移住し、以降彼の一族は呂婆楼の代に至るまで地元の豪族であった。
同じ氐族である苻健が関中に割拠するようになると、呂婆楼はその傘下に入った。
351年1月、苻健が天王を号して前秦を樹立すると、呂婆楼は散騎常侍に任じられた。
355年、苻健がこの世を去ると、子の苻生が位を継いだ。8月、呂婆楼は侍中・左大将軍に任じられた。また、時期は不明だが尚書にも任じられている。
357年、薛讃・権翼は東海王苻堅へ、暴虐であった苻生を除いて自ら即位するよう勧めた。呂婆楼はかねてより苻堅とは親交が篤かったので、苻堅はこの件について呂婆楼に問うた。呂婆楼は「我は屠刀を下す人物に過ぎず、大事を成すには不足しております。我の郷里では王猛という人物が随一であると称えられており、その謀略は類いまれなるものです。殿下は彼へ今回の出来を諮るべきであり、また彼に教えを請うべきです」と勧めた。苻堅はその勧めに従い、呂婆楼に命じて王猛を呼び寄せた。苻堅は王猛と会うと、まるで古くからの知人であったかのように寵遇するようになり、やがて謀主に任じて国事を委ねるようになった。 
6月、苻生暗殺計画が実行に移されると、清河王苻法・梁平老・強汪らが壮士数百を率いて雲龍門から突入した。呂婆楼は苻堅と共に麾下の兵数百を率いて軍鼓を鳴らして進軍し、別室において苻生を殺害した。
苻堅が大秦天王に即位すると、呂婆楼は功績により司隷校尉に任じられた。呂婆楼は佐命の臣として王猛・強汪・梁平老らと共に苻堅の覇業を輔け、共に王佐の才を持っていると称えられた。やがて官位は太尉にまで至った。没年は不詳である。
子の呂光が後涼を建国すると、呂婆楼は景昭王と追諡された。

## 評価
前涼の涼州牧張瓘が前秦からの使者である閻負・梁殊へ、秦にはどのような名臣・名将がいるかと問うた時、閻負らは才識明達にして法に厳格な人物として呂婆楼の名を挙げている。

## 子
- 呂光 - 後涼の創建者。武懿帝。
- 呂徳世 - 呂光の弟
- 呂延 - 呂光の弟。天水公に封じられた。
- 呂宝 - 呂光の弟。右将軍に任じられた。